# Danny Rose (labdarúgó, 1990)
Danny Rose (Doncaster, 1990. július 2. –) angol válogatott labdarúgó. Pályafutása nagy részét a Tottenham játékosaként töltötte.

## Pályafutása
Részt vett az angol U21-es labdarúgó-válogatott tagjaként a 2009-es, a 2011-es és a 2013-as U21-es labdarúgó-Európa-bajnokságon. A brit labdarúgó-válogatott tagjaként a 2012-es Olimpián vett részt. A 2016-os labdarúgó-Európa-bajnokságon tagja volt az angol válogatottnak, amely a nyolcaddöntőkig jutott. 2020.január 28-án a Tottenham Hotspur a hivatalos twitter oldalán tudatta,hogy a Newcastle United a szezon végéig kölcsön veszi az angol balhátvédet.

## Statisztika
| Válogatott | Év       | Pályára lépések | Gólok |
| ---------- | -------- | --------------- | ----- |
| Anglia     | 2016     | 12              | 0     |
| Anglia     | 2017     | 2               | 0     |
| Anglia     | 2018     | 11              | 0     |
| Anglia     | 2019     | 4               | 0     |
| Összesen   | Összesen | 29              | 0     |

## Sikerei, díjai
- A Sunderland Év fiatal játékosa díj: 2012–13[6]